# Time for Us
Time for Us – drugi album studyjny południowokoreańskiej grupy GFriend, wydany 14 stycznia 2019 roku przez wytwórnię Source Music i dystrybuowany przez Kakao M. Głównym singlem jest „Sunrise” (kor. 해야 (Sunrise)) będący koreańską wersją piosenki Memoria. Sprzedał się w nakładzie 96 024 egzemplarzy w Korei Południowej (stan na grudzień 2019).

## Wydanie fizyczne
Album Time for Us został wydany w trzech wersjach: „Daybreak”, „Daytime” i „Midnight”; 25 stycznia ukazała się limitowana wersja albumu – „Kinho”.

## Lista utworów
| CD | CD                                                         | CD               | CD                                                 | CD                            | CD      |
| Nr | Tytuł utworu                                               | Tekst            | Kompozycja                                         | Aranżacja                     | Długość |
| -- | ---------------------------------------------------------- | ---------------- | -------------------------------------------------- | ----------------------------- | ------- |
| 1. | „Haeya (Sunrise)” (kor. 해야 (Sunrise))                    | No Joo-hwan      | No Joo-hwan, Lee Won-jong                          | No Joo-hwan, Lee Won-jong     | 3:37    |
| 2. | „You are not alone”                                        | Iggy, Youngbae   | Iggy, Youngbae                                     | Iggy, Youngbae                | 3:33    |
| 3. | „Gijeokeul Neomeo (L.U.V.)” (kor. 기적을 넘어 (L.U.V.))    | Lee Seu-ran      | Darren Ellis Smith, Sean Michael Alexander         | Darren Ellis Smith, AVENUE 52 | 3:15    |
| 4. | „GLOW (Manhwagyeong)” (kor. GLOW (만화경))                 | 이미소           | Daniel Sherman, Val Del Prete, Caroline Gustavsson | Daniel Sherman                | 3:43    |
| 5. | „Bimil Iyagi (Our Secret)” (kor. 비밀 이야기 (Our Secret)) | Lee Seu-ran      | B.EYES                                             | B.EYES                        | 3:26    |
| 6. | „Only 1”                                                   | Iggy, Youngbae   | Iggy, Youngbae                                     | Minki                         | 3:10    |
| 7. | „Truly Love”                                               | Limgo, Woong Kim | Woong Kim                                          | Woong Kim                     | 3:40    |
| 8. | „Bohosaek (Show Up)” (kor. 보호색 (Show Up))               | No Joo-hwan      | No Joo-hwan, Lee Won-jong                          | Lee Won-jong                  | 3:31    |

## Notowania
| Lista                   | Pozycja |
| ----------------------- | ------- |
| Gaon Weekly Album Chart | 2       |
| Oricon Weekly Album     | 55      |
| Five Music (Tajwan)     | 1       |
| Billboard World Albums  | 12      |

## Nagrody w programach muzycznych
| Program                   | Data             | Źródło |
| ------------------------- | ---------------- | ------ |
| The Show (SBS MTV)        | 22 stycznia 2019 | [ 8 ]  |
| Show Champion (MBC Music) | 23 stycznia 2019 | [ 8 ]  |
| M Countdown (Mnet)        | 24 stycznia 2019 | [ 8 ]  |
| Music Bank (KBS2)         | 25 stycznia 2019 | [ 8 ]  |
| Show! Music Core (MBC)    | 26 stycznia 2019 | [ 8 ]  |
| Inkigayo (SBS)            | 27 stycznia 2019 | [ 8 ]  |